# Mukka Emma
Mukka Emma è una serie di libri per ragazzi, composta da sei racconti di ambientazione giallo, fantasy, scritta da Peter Coolbak (pseudonimo di Gianluca Balocco). In Italia la serie è pubblicata da Giunti Junior.

## Libri della saga
I libri della serie Mukka Emma sono:
- 300 mucche per una via di fuga
- L'insolito caso del cerchio e dei nani da giardino
- Processo ai topi di Burgdof
- Trappola nella rete di ghiaccio
- Un treno per le tenebre
- L'orologio senza tempo
- Il labirinto del Dottor Styglitz
- Gioco nell’Ombra

## Trama
Mukka Emma è una mucca che lavora con le sorelle all'hotel Mira Mukka e che adora l'Emmentaler. Viene coinvolta, per via della sua curiosità, ma anche del suo ingegno, in vari misteri che riesce sempre a risolvere con l'aiuto del suo amico Berth.

### Personaggi
- Mukka Emma: lavora all'hotel Mira Mukka di Affoltern[2], nella Valle dell'Emme[3], ma quando c'è un mistero è sempre pronta ad indagare. Nei libri viene chiamata solo Emma. Ha sette sorelle: Telma, Wilma, Calma, Gilma, Yulma, Melma e Xelma[4]
- Berth: un cervo, il migliore amico di Emma, guardaboschi[5].
- Commissario Hans Baren: un orso a cui si rivolge Emma in caso voglia informazioni su un mistero[5].
- Peter Coolbak: nelle note biografiche inserite nei libri e pubblicate sul sito ufficiale della serie, Peter Coolbak viene descritto come un quarantaseienne originario della Svizzera[2]. La biografia di Coolbak è impostata in maniera tale che il personaggio entri a far parte del mondo immaginario di cui è autore[2]. L'autore pur essendo di origine italiana, conosce bene e frequenta spesso il contesto montano e alpino. Nel pensare Mukka Emma si è ispirato alle pacate valli svizzere dove in apparenza non succede mai nulla. Ogni racconto-giallo si basa sui misteri scaturiti dalla natura, come se la causa e il motore delle storie risiedesse sempre nei suoi misteri. A tal proposito, Luca Crovi ha ribattezzato la collana Mukka Emma l'eco-thriller della valle dell'Emme.

### La Storia e i Personaggi
Mukka Emma e le sue sorelle nella valle dell'Emme
Mukka Emma, albergatrice di professione, è la grande investigatrice della Valle dell'Emme. Conduce con passione lo storico Hotel Mira-Mukka ad Affoltern nella valle dell'Emme. Emma è la prima, la più curiosa e la più intraprendente di 7 sorelle. Grassottella e talvolta un po' impacciata non manca mai di ironia ed arguzia. Amata dai ragazzi della valle non si ferma per nessuna ragione davanti ai misteri e ai rischi che si nascondono nella natura incontaminata ed intrigante delle valli svizzere. Emma ama passare lunghe serate con gli amici nel suo Hotel Mira-Mukka dove non mancano mai le deliziose ricette della sorella Melma!
Le sette Sorelle di Mukka Emma
Telma: è la sorella più giovane e trasgressiva. Ama la musica pop e rock e compone brani originali alla chitarra elettrica ispirati talvolta ai suoni e alle tradizioni delle valli svizzere. È di carattere affabile, diretto e piuttosto informale. Viaggia nelle valli dell'Emme con la sua potente moto Muzuki, e frequenta numerosi locali dove si esibisce con la sua Band.
Wilma: è una mucca romantica. Ama l'abbigliamento ricercato ed è una sognatrice instancabile. Di aspetto dolce e sognante è tutta boccoli e fiocchi. Wilma aiuta Emma al Mira Mukka nella gestione dell'Hotel, si occupa delle prenotazioni, degli eventi e delle feste di cui è un'ottima organizzatrice.
Calma: è la più bonacciona delle sorelle. Ama la compagnia e passa buona parte del suo tempo libero a rilassarsi e a mangiare… (è la più rotonda di tutte le sorelle). Calma gestisce la gasthof Latte Vino a Mullach vicino ad Affoltern e aiuta Emma al bar del Mira Mukka.
Gilma: è la bella del gruppo. Affascinante, con lunghi capelli biondi, è stata Miss-Mucca per ben 3 volte. Ama più il mare della montagna (ma il lago va sempre bene). È' un po' snob di carattere e bravissima organizzatrice di viaggi. Molto creativa e di carattere cordiale. Fa la parrucchiera a Sumiswald.
Yulma: è la più sportiva. Agile nei movimenti ed amante della natura, si mette alla prova nelle arrampicate di montagna ed è provetta sciatrice. Ragazza pratica e semplice è la più coraggiosa delle sorelle, oltre ad essere naturalmente la più snella. Yulma è per Emma un valido aiuto nelle sue attività investigative..
Melma: è la più pasticciona, ma solo per lavoro!! Melma infatti è lo chef del Mira Mukka famosa per le sue doti creative in cucina e per la capacità di inventare e improvvisare fantastiche ricette. Un po' imbranata e talvolta ingenua nei rapporti con gli altri ma assolutamente autentica.
Xelma: è la musicista del gruppo. Ama le canzoni di montagna e ha una grande collezione di campane di ogni genere. Silenziosa e riservata di carattere è intraprendente e scientifica nel lavoro. Xelma è sensibile e impegnata nel volontariato della valle dell'Emme, infatti organizza feste di beneficenza e allegri cori di montagna.
Berth: è l'amico fedele e il braccio destro di Emma. Baren: amico di Emma fin dall'infanzia, è il poliziotto di Cantone.